# Плеврит
Плеври́т (лат. Pleuritis) — воспаление плевральных листков, с выпадением на их поверхность фибрина (сухой плеврит) или скопление в плевральной полости экссудата различного характера (экссудативный плеврит). Этим же термином обозначают процессы в плевральной полости, сопровождающиеся скоплением патологического выпота, когда воспалительная природа плевральных изменений не представляется бесспорной. Среди его причин — инфекции, травмы грудной клетки, опухоли.
Может быть самостоятельным заболеванием (первичный), но чаще является следствием острых и хронических процессов в лёгких (вторичный). Бывает сухой и экссудативный плеврит. По характеру экссудата различают серозные, серозно-фибринозные, геморрагические, гнойные, гнойно-гнилостные, ихорозные и хилусные плевриты. Бывает бактериальной, вирусной и аллергической этиологии. В последние годы в большинстве случаев плеврит имеет неспецифическую этиологию.
Признаки: боль в грудной клетке, связанная с дыханием, кашель, повышение температуры, одышка, в крови увеличивается число лейкоцитов, преимущественно за счёт нейтрофильной группы, выражен сдвиг лейкоцитарной формулы до юных форм и миелоцитов. СОЭ ускорена. При гнойном плеврите резко нарастают признаки токсемии, завершающейся коматозным состоянием.

## Симптомы плеврита
- Клиника фибринозного плеврита. Больной предъявляет жалобы на боли при дыхании, кашле, при наклоне в противоположную сторону. Длительное время сохраняется субфебрильная лихорадка преимущественно в вечернее время; потливость. Объективные данные следующие: поверхностное, учащенное дыхание, положение больного вынужденное (больной лежит на больном боку, чтобы уменьшить боль). При физикальном осмотре наряду с симптомами основного заболевания будет выслушиваться локализованный или обширный шум трения плевры.
- При экссудативном плеврите болевые ощущения могут изменять свою интенсивность, но у больного появляется чувство тяжести в той или иной половине грудной клетки, одышка, сухой или со скудной мокротой кашель (рефлекторный характер). Больной как правило принимает вынужденное положение. При общем осмотре выявляется цианоз, акроцианоз, набухшие вены шеи. При осмотре грудной клетки: выбухание межреберий, пораженная половина отстает при дыхании. При пальпации обнаруживается ограничение экскурсии грудной клетки, голосовое дрожание не проводится. При перкуссии обнаруживается бедренная тупость перкуторного звука. При аскультации дыхание не проводится (если количество жидкости небольшое, то дыхание может проводиться, при наличии гноя дыхание может стать жестким или бронхиальным. При горизонтальном положении будет ослабление везикулярного дыхания).
- Клиника эмпиемы плевры характеризуется лихорадкой гектического характера, выраженной интоксикацией, изменением аскультативных данных.

Достоверным признаком, подтверждающим наличие плеврита, является рентгенография органов грудной клетки: классическим признаком выпотного плеврита являются гомогенное затемнение лёгочной ткани с косым верхним уровнем жидкости. Данная рентгенологическая картина наблюдается в случае диффузного плеврита, если количество жидкости превышает 1 литр. Если жидкости меньше литра, то жидкость скапливается в синусах, и наблюдается затемнение нижне-бокового синуса. Сложно бывает поставить диагноз, если имеется тотальное затемнение той или иной половины грудной клетки (тотальная острая пневмония, ателектазы легкого прямое противопоказание в торакоцентезу). Если это жидкость, то наблюдается контралатеральное смещение органов средостения. При гидропневмотораксе уровень жидкости горизонтальный. При междолевом плеврите то обычно, это представляется в виде двояковыпуклой линзы.
В диагностике плевритов важную роль играет плевральная пункция. Торакоцентез проводится в 7-8 межреберье по заднеакссилярной или лопаточной линии. Полученную жидкость осматривают, определяют её цвет, консистенцию. Необходимо определить транссудат или экссудат: нужно определить количества белка, произвести пробу Ривольта, исследовать ЛДГ. Транссудат: количество белка меньше 32 г/л, уровень ЛДГ меньше 1.3 ммоль/л, проба Ривольта отрицательная.
Экссудат: белка больше 36 г/л, уровень ЛДГ 1.75 ммоль/л, проба Ривольта положительная. Для четкого определения трансудата или экссудата необходимо определять коэффициенты — уровень белка выпота/уровень белка сыворотки крови, уровень общей ЛДГ выпота/уровень ЛДГ сыворотки. Если эти коэффициенты соответственно меньше 0.5 и 0.6 то это транссудат. Транссудат в основном появляется при трех состояниях: недостаточность кровообращения, циррозы печени, нефротическом синдроме. Если коэффициенты больше 0.5 и 0.6 то это экссудат, и дальнейшие поиски должны быть направлены на поиск причины.
Нормальный состав плевральной жидкости.
- Удельный вес 1015
- Цвет — соломенно-жёлтый
- Прозрачность — полная
- Невязкая
- Не имеет запаха

Клеточный состав:
- общее количество эритроцитов 2000-5000 в мм3
- общее количество лейкоцитов 800—900 мм3
- нейтрофилы до 10 %
- эозинофилы до 1 %
- базофилы до 1 %
- лимфоциты до 23 %
- эндотелий до 1 %
- плазматические клетки до 5 %
- белок 1.5 — 2 г на 100 мл (15-25 г/л).
- ЛДГ 1.4 — 1.7 ммоль/л
- глюкоза 20-40 мг на 100 мл (2.1 — 2.2 ммоль/л)
- рН 7.2

В тех случаях, когда плевральная жидкость прозрачна, приступают к биохимическому исследованию (ЛДГ, амилаза, глюкоза). Снижение уровня глюкозы наблюдается при туберкулезных плевритах, резкое снижение глюкозы при мезотелиомах. Незначительное снижение глюкозы при острых пневмониях, особенно при микоплазменных.
Если жидкость мутная — нужно подумать о хилотораксе или псевдохилотораксе. Определяются в жидкости липиды — если выпадают кристаллы холестерина, то это псевдохилоторакс или холестериновый экссудативный плеврит. Если выпадают кристаллы триглицеридов, то это хилоторакс (поражение грудного протока, наиболее часто при злокачественных опухолях).
Если жидкость кровянистая, нужно определить гематокрит. Если больше 1 % — надо подумать об опухоли, травме, и эмболии легочной артерии с развитием инфаркта легкого. Если гематокрит больше 50 % — это гемоторакс, который требует хирургического вмешательства.
Затем выполняется цитологическое исследование плевральной жидкости. Если обнаруживаются клетки злокачественной опухоли, то определяют источник опухоли. Если преобладают лейкоциты — это остропротекающий плеврит, если инфильтрат пневмонический, то чаще всего это парапневмонический плеврит. Если это пневмония, то необходимо сделать томографию, бронхоскопию, компьютерную томографию. Если преобладают мононуклеары — это хронический плеврит, при котором необходима двукратная биопсия плевры, при которой можно установить этиологию. Если при двукратной биопсии плевры не установлен диагноз, то прибегают к сканированию легких, ангиографии, компьютерной томографии, УЗИ органов брюшной полости.
Формулировка диагноза: на первое место выставляется основное заболевание, затем осложнения — сухой плеврит, диффузный или осумкованный (с указанием локализации).

## Лечение плеврита
Лечение плеврита должно быть комплексным и направлено прежде всего на ликвидацию основного процесса, приведшего к его развитию. Симптоматическое лечение имеет целью обезболить и ускорить рассасывание фибрина, предупредить образование обширных шварт и сращений в плевральной полости.
В остром периоде туберкулезного плеврита показано лечение противотуберкулезными препаратами: изониазидом —10 мг/кг, стрептомицином — 1 г, этамбутолом — 25 мг/ кг, рифампицином — 0,45—0,6 г/ сут. Этиотропное лечение туберкулезного плеврита длится 10—12 мес.
Успех лечения больного с парапневмоническим плевритом зависит от раннего начала и правильного подбора антибактериальных средств с учётом вида микроорганизмов и чувствительности к ним. Положительный эффект дает назначение иммуностимулирующей терапии (левамизол).
При опухолевых плевритах необходима целенаправленная химиотерапия, при плевритах ревматической этиологии — глюкокортикостероидные гормоны (преднизолон в суточной дозе 15—20 мг).
Хороший эффект дают десенсибилизирующие и противовоспалительные средства (кальция хлорид, ацетилсалициловая кислота, бутадион, анальгин, индометацин и другие), которые также обычно значительно уменьшают плевральные боли.

## Профилактика плеврита
Плеврит может быть предотвращён, в зависимости от его причины. Например, раннее лечение пневмонии может предотвратить накопление плевральной жидкости. В случае заболеваний сердца, лёгких или почек, управление основной болезнью может помочь предотвратить накопление жидкости. Также необходимо проводить диспансеризацию, чтобы выявить заболевание на ранних стадиях и срочно оказать больному лечебную помощь.

## В культуре
- В пьесе Теннесси Уильямса «Стеклянный зверинец» Лора Вингфилд, болевшая в детстве плевритом, получила прозвище «Синяя Роза» в результате игры слов: pleurosis — blue roses.

## Симптомы плеврита у животных
Из общих явлений констатируют угнетение животных, значительное снижение у них аппетита, повышение температуры тела. Обращает на себя внимание дыхание — частое, поверхностное, абдоминального типа. При односторонних плевритах нарушается симметрия экскурсий грудной клетки. Кашель в покое слабый и не частый, животное пытается его задержать. При перкуссии грудой клетки кашель усиливается и учащается. Мочеотделение при эксудативном плеврите уменьшено, моча сильно концентрирована и часто содержит белок. В крови обнаруживают нейтрофильный лейкоцитоз со сдвигом ядра влево, дегенерацию нейтрофилов и моноцитов.